# Феодор (Казанов)
Митрополи́т Фео́дор (в миру Николай Львович Казанов; 10 июля 1973, Ярославль, Россия) — архиерей Русской православной церкви, митрополит Волгоградский и Камышинский.

## Биография
Родился 10 июля 1973 года в городе Ярославле в семье служащих. В 1988 году закончил восемь классов средней образовательной школы № 33 Ярославля и поступил в Ярославский техникум железнодорожного транспорта на специальность «Автоматика и телемеханика».
В 1992 году по окончании техникума поступил в Ярославский политехнический институт, который в 1996 году был преобразован в Ярославский государственный технический университет. В 1997 году окончил Ярославский государственный технический университет по специальности «Автомобили и автомобильное хозяйство».
В 1998—2000 годах обучался в Ярославском духовном училище.
30 июня 2000 года в домовом храме епархиального управления во имя Иннокентия Московского архиепископом Ярославским и Ростовским Михеем (Хархаровым) пострижен в мантию с именем Феодор в честь преподобного Феодора Смоленского.
2 июля 2000 года в Казанском женском монастыре города Ярославля архиепископом Ярославским Михеем (Хархаровым) рукоположён в сан иеродиакона, 16 июля в Казанском женском монастыре Ярославля — в сан иеромонаха, после чего служил на приходах и монастырях Ярославской епархии.
С 2002 года — личный секретарь и келейник архиепископа Ярославского Михея до его кончины в 2005 году.
В 2006—2010 годах обучался на заочном секторе Московской духовной семинарии.
Осенью 2006 года назначен исполняющим обязанности наместника Адрианова Успенского монастыря. В этой должности прослужил до марта 2007 года.
16 марта 2007 года к празднику Святой Пасхи был возведён в сан игумена.
23 октября 2007 года назначен председателем отдела по взаимодействию с медицинскими учреждениями Ярославской епархии.
29 апреля 2009 года назначен благочинным приходов Некрасовского района Ярославской области.
22 октября 2010 года без освобождения от занимаемых должностей назначен и. о. наместника вновь открытого Кирилло-Афанасиевского мужского монастыря Ярославля.
14 декабря 2010 года возглавляемому игуменом Феодором отделу было поручено заниматься социальной работой и благотворительностью, в связи с чем он получил название «Отдел по благотворительности, социальному служению и взаимодействию с медицинскими учреждениями».
24 декабря того же года решением Священного синода назначен на должность наместника Кирилло-Афанасиевского мужского монастыря Ярославля.
28 мая 2011 года без освобождения от занимаемых должностей назначен настоятелем Илиинского храма в Ярославле, 26 июля — настоятелем архиерейского подворья храма Лазаря Четверодневного в Ярославле.
22 октября 2011 года согласно прошению освобождён от должности благочинного приходов Некрасовского района.
5 мая 2012 года без освобождения от занимаемых должностей назначен настоятелем больничного храма блаженной Матроны Московской при клинической больнице № 5 города Ярославля.
В 2014 году поступил на сектор заочного обучения Московской духовной академии и на теологический факультет Ярославского государственного педагогического университета имени Ушинского на заочную форму обучения.

### Архиерейство
24 декабря 2015 года решением Священного синода избран для рукоположения во епископа Переславского и Угличского. 25 декабря в храме Всех святых, в земле Русской просиявших, патриаршей и синодальной резиденции в Даниловом монастыре митрополитом Санкт-Петербургским и Ладожским Варсонофием (Судаковым) возведён в сан архимандрита. 26 декабря в тронном зале храма Христа Спасителя в Москве состоялось наречение архимандрита Феодора во епископа Переславского и Угличского. 27 декабря в храме Покрова Пресвятой Богородицы в Ясеневе состоялась хиротония архимандрита Феодора во епископа Переславского и Угличского, которую совершили патриарх Московский и всея Руси Кирилл, митрополит Санкт-Петербургский и Ладожский Варсонофий (Судаков), митрополит Ярославский и Ростовский Пантелеимон (Долганов), митрополит Екатеринбургский и Верхотурский Кирилл (Наконечный), епископ Дмитровский Феофилакт (Моисеев), епископ Рыбинский и Даниловский Вениамин (Лихоманов), епископ Воскресенский Савва (Михеев).
28 декабря 2018 года решением Священного синода назначен епископом Волгоградским и Камышинским, главой Волгоградской митрополии, в связи с чем 3 января 2019 года в Успенском соборе Московского Кремля Патриархом Кириллом возведён в сан митрополита.
26 февраля 2019 года включён в состав Общественной палаты Волгоградской области.
18 мая 2020 года переименовал благочиния епархии с советскими называниями: Ворошиловское благочиние переименовано в Зацарицынское, Дзержинское — в Волгоградское, Кировское — в Бекетовское, Красноармейское — в Сарептское, Советское — в Ельшанское, Тракторозаводское — в Северное, Центральное — в Александровское. Однако советская топонимика не была окончательно ликвидирована: Краснооктябрьское благочиние было переименовано в Сталинградское. Сохранили названия Городищенское и Дубовское благочиния.

## Награды
- 2006 — архиерейская грамота в честь 1015-летия Ярославской епархии;
- 2006 — благодарственное письмо от Думы Ярославской области;
- 2009 — медаль Общероссийского общественного движения «Россия Православная» «За жертвенное служение»;
- 2010 — медаль Ярославской епархии св. блгв. кн. Ярослава Мудрого в честь 1000-летия г. Ярославля;
- 2013 — медаль 400-летия Дома Романовых;
- 2014 — Патриарший знак «700-летие преподобного Сергия Радонежского»;
- 2014 — медаль Ярославской епархии «700-летие явления Толгской иконы Божией Матери»;
- 2015 — медаль «В память 1000-летия преставления равноапостольного великого князя Владимира»;
- 2019 — медаль «За труды во благо земли Ярославской» II степени[12];
- 2021 — орден преподобного Сергия Радонежского III степени[13];
- 2021 — медаль «Мир. Дружба. Согласие» (Волгоградская область)[14].